# Thunbergia mauginii
Thunbergia mauginii är en akantusväxtart som beskrevs av Adriano Fiori. Thunbergia mauginii ingår i släktet thunbergior, och familjen akantusväxter. Inga underarter finns listade i Catalogue of Life.